# Catón el Viejo
Marco Porcio Catón  (234 a. C.-149 a. C.), conocido como Catón el Viejo, fue un político, escritor y militar romano conocido por los apodos de Censor, Mayor, Viejo, Sapiens y Prisco para distinguirlo de su bisnieto Catón el Joven.
Catón procedía de una familia plebeya de Tusculum enrolada en la gens Porcia que se había distinguido por reseñables servicios militares, pero no por haber desempeñado alguna magistratura. Fue criado a la manera de sus antepasados latinos y educado en la agricultura, a la que se dedicaba cuando no estaba ocupado en los asuntos públicos. Llamó la atención de Lucio Valerio Flaco, que lo atrajo a Roma, donde, gracias a su influencia, Catón fue ascendiendo a través de las diferentes etapas del cursus honorum:  tribuno de la plebe en 214 a. C., cuestor en 204 a. C., pretor en 198 a. C., cónsul en 195 a. C. junto a su viejo patrón y, finalmente, censor en 184 a. C.
Como censor, Catón se distinguió por su conservadora defensa de las tradiciones romanas en contraposición con el lujo de la corriente helenística procedente de Oriente. Además, y en el marco de su labor de censura, protagonizó un duro enfrentamiento con Escipión el Africano. Como político, Catón se distinguió por ser el mayor defensor e impulsor de la tercera guerra púnica contra Cartago.
Como militar, combatió a los cartagineses en la segunda guerra púnica entre 217 y 207 a. C. y participó en la batalla del Metauro, donde Asdrúbal Barca resultó muerto. Como resultado de estas batallas, Roma se anexionó el territorio púnico de la península ibérica y fue nombrado procónsul de Hispania Citerior. Durante esta etapa, dirigió una guerra de castigo contra la población ibera, eliminando a los iberos insurgentes y a la población en general, con extrema dureza en el contexto de la Revuelta íbera. En 191 a. C. intervino como tribuno militar en la campaña griega de Manio Acilio Glabrión contra el Imperio seléucida de Antíoco III Megas, participando en la batalla de las Termópilas que acabó con victoria para el bando romano. 
Se le considera el primer escritor en prosa latina de importancia y fue el primer autor de una íntegra historia de Italia en latín. Algunos historiadores han argumentado que de no ser por el impacto que causaron sus escritos, el griego habría sustituido al latín como lengua literaria en Roma. Su manual De agri cultura (también llamado De re rustica) o Sobre la agricultura es la única de sus obras que ha sobrevivido en su totalidad. En ella se describe el rito de la suovetaurilia, entre muchos otros temas.

## Orígenes

### Familia
Catón el Viejo nació en Tusculum, un municipio integrado en el Lacio al que sus antepasados habían pertenecido durante varias generaciones. Su padre se había labrado una gran reputación como valiente soldado y su bisabuelo había recibido una recompensa del Estado al matar a cinco soldados montados durante una batalla. No obstante, los Porcios tusculanos no habían desempeñado jamás una magistratura romana. Cuando comenzó su carrera política en la capital se le consideraba entre los aristócratas como un homo novus; el sentimiento de encontrarse en una posición injusta unida a su creencia de ser superior a sus rivales políticos contribuyeron a estimular su ambición. Desde sus inicios políticos a su muerte se le conoce no solo como el líder de su familia, sino como el fundador de la gens Porcia.

### CognomenCatón

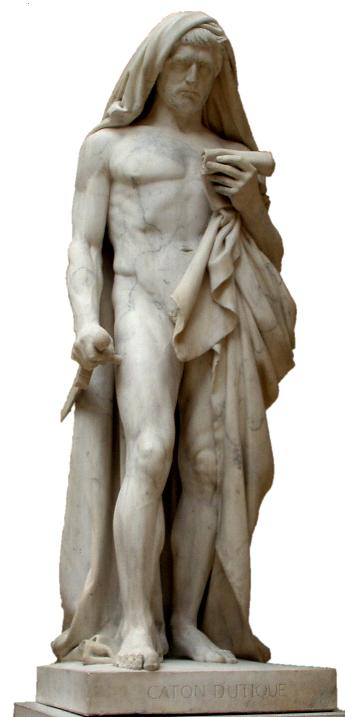
Catón de Útica leyendo el Fedón antes de suicidarse. Estatua de mármol de Jean-Baptiste Roman y François Rude, 1840. Museo del Louvre.

Los varones pertenecientes a las tres generaciones inmediatamente anteriores al nacimiento de Catón habían recibido el nombre de Marco Porcio y, según Plutarco, Catón era conocido originalmente como Prisco; sin embargo, adoptó posteriormente el cognomen Catón —que indica una sabiduría práctica unida a una sagacidad política natural y combinada con la experiencia de manejar asuntos civiles y administrativos. No obstante, es probable que el epíteto más común de Catón fuera Prisco— que se utilizó para distinguirle de sus sucesores hasta el ascenso del célebre Catón de Útica, ya que no se tienen registros de cuál fue la primera ocasión en que utilizó Catón. También es posible que se le concediera este apodo durante su infancia como un símbolo de distinción. Las cualidades implícitas en este cognomen estaban resumidas en el anticuado título de Sapiens, con el que sería conocido en su vejez, y del cual Cicerón dijo que se consideraba casi su cognomen. Hombre de gran elocuencia en sus disertaciones y poseedor de gran estilo oratorio, en la actualidad Catón el Censor (en latín, Cato Censorius) se ha convertido en su sobrenombre más característico, debido a que revistió la censura con extraordinario buen hacer y se convirtió en el único de su familia que desempeñó este cargo.

### Año de nacimiento
Con el fin de determinar su fecha de nacimiento, se han de considerar los registros que se refieren a su edad en el momento de su muerte, acontecimiento que se sabe con certeza que acaeció en 149 a. C. Según los escritos de Cicerón, Catón nació en 234 a. C., el año anterior al consulado de Quinto Fabio Máximo Verrucoso, y murió a la edad de ochenta y cinco años, durante el consulado de Lucio Marcio Censorino, el cónsul que inició el sitio de Cartago, y Manio Manilio. Plinio el Viejo se muestra de acuerdo con Cicerón a pesar de la marcada tendencia entre los historiadores clásicos a exagerar la edad de Catón. Según Valerio Máximo, sobrevivió a su octagésimo sexto cumpleaños, mientras que Tito Livio y Plutarco defienden que a su muerte contaba con noventa años.
Plutarco rebate estas afirmaciones al mencionar en su obra una frase que atribuye a Catón; en ella, el Censor decía que sirvió en su primera campaña a los diecisiete años, cuando el comandante cartaginés Aníbal, entró en la península itálica a la cabeza de un enorme ejército. No obstante, Plutarco no observó que la afirmación de su principal fuente, Tito Livio, era errónea al tomar el decimoséptimo cumpleaños de Catón como el año 222 a. C., año en el que Aníbal no estaba presente en Italia. El cómputo realizado por Cicerón fue establecido como el correcto debido a que sitúa el decimoséptimo cumpleaños de Catón en el marco de la segunda guerra púnica.

## Juventud

### Segunda guerra púnica

Escenario de la segunda guerra púnica. Catón estuvo presente en la decisiva batalla del Metauro.

Cuando Catón era todavía muy joven, su padre murió dejándole en posesión una pequeña herencia consistente en unas propiedades en el territorio de los sabinos, a poca distancia de su pueblo natal. Allí Catón pasó la mayor parte de su infancia entrenando su cuerpo mediante exigentes ejercicios, supervisando y dirigiendo las operaciones agrícolas de sus propiedades, aprendiendo cómo debía dirigir sus negocios y estudiando las reglas pertenecientes a la agricultura rural. Cerca de las tierras de Catón, existía una modesta cabaña en la que habitó Manio Curio Dentato tras la celebración de sus tres triunfos, cuyas proezas en el ejército romano y cuyo carácter recio y moralista permanecían en la memoria de todos los romanos. Dentato era muy admirado entre el vecindario y sus proezas inspiraron a Catón, que decidió intentar imitar su carácter y alcanzar su gloria marchando a combatir a los cartagineses en la segunda guerra púnica cuando corría el año 217 a. C. Existen muchas discrepancias tanto entre las fuentes antiguas como en las modernas en cuanto al inicio del servicio militar de Catón. En 214 a. C., Catón sirvió en Capua y el historiador Wilhelm Drumann  teoriza que Catón era en ese momento, a la edad de veinte años, un mero tribuno militar. Quinto Fabio Máximo Verrucoso, que ostentaba el mando en Capua durante su cuarto consulado, no tardó en ver la valía de Catón y labró una íntima amistad con el joven militar. Aunque Fabio Máximo continuamente le decía a Catón que valoraba su gran experiencia militar, prefirió no revelarle sus auténticas afinidades políticas con el objetivo de mantener a su lado a este valioso joven. En el sitio de Tarento de 209 a. C., Catón luchó de nuevo junto a Fabio y dos años más tarde, en 207 a. C., Catón formó parte del selecto grupo que acompañó al cónsul Cayo Claudio Nerón desde Lucania hacia el norte de la península, con el objetivo de frenar el avance de Asdrúbal Barca. Los antiguos escritos recogen que Catón contribuyó a la decisiva victoria de los romanos en la batalla del Metauro, donde Asdrúbal resultó muerto. La noticia de la muerte de Asdrúbal le llegó a su hermano Aníbal de una manera despiadada: los romanos arrojaron la cabeza de Asdrúbal por encima de las fortificaciones del campamento del cartaginés.

### Periodo de paz
En el periodo entre las distintas campañas, Catón volvió a su granja de Sabinia, donde mostraba a menudo su austeridad, vistiendo y comportándose de la misma manera que sus esclavos. Los vecinos de Catón le apreciaban por su juventud, por su modo de vida y por su concisa y anticuada oratoria, y le seleccionaban habitualmente para actuar de árbitro en las disputas vecinales o para representarles ante el Estado, tareas para las que Catón, por su muy activo modo de vida, se mostraba siempre bien dispuesto. A consecuencia de todas estas actividades, la capacidad oratoria de Catón fue mejorando: el joven campesino ganó confianza en sí mismo, aprendió los modos que utilizaban los nobles al parlamentar, se inició en el estudio de las leyes y empleó los principios de justicia que había adquirido mediando en las disputas vecinales para analizar la diversidad humana y su comportamiento.

### Moral romana
En los alrededores de la granja de Catón se situaban las tierras de Lucio Valerio Flaco, un joven noble perteneciente a una familia patricia de gran influencia. Dentro de la sociedad romana se estaba llevando a cabo una transición desde los valores tradicionales de la vida rústica, asentada desde hacía mucho tiempo en el Lacio, y, en general, en toda Italia, a valores más ostentosos, procedentes de la civilización helénica y oriental. La máxima magistratura política de Roma, el consulado, había quedado en manos de unas pocas familias aristocráticas inmensamente ricas. Estos patricios, aunque famosos por su corruptibilidad, también eran populares entre los romanos por su generosidad, elegantes modales, refinada oratoria, conocimientos artísticos y literarios y, sobre todo, por la fama de sus antepasados. Los nobles menos favorecidos reaccionaron encabezando una facción dentro del Senado que defendía el retorno a los valores tradicionales heredados por los sabinos, utilizados como símbolo de resistencia y robustez. Flaco, perteneciente a esta facción conservadora, no pudo pasar por alto la energía y moral de Catón, su austeridad y su forma de vivir, a lo que se sumaban su elocuencia y talento militar. Los líderes de la facción senatorial que promovían la transición hacia el modelo de vida oriental eran la familia de los Escipiones, con Escipión el Africano a la cabeza, Marco Claudio Marcelo y Tito Quincio Flaminino; la facción conservadora estaba liderada por Flaco, Quinto Fabio Máximo, Catón y sus aliados.

### Sendero político
Flaco era un perspicaz político que esperaba a que emergieran jóvenes de valía que pudieran apoyar a su facción, y encontró en el espíritu marcial y elocuencia oratoria de Catón un posible candidato. Flaco sabía que las virtudes de coraje y capacidad de persuasión que poseía Catón eran muy valoradas en Roma y que la única manera que tenía Catón para acceder a altas magistraturas era distinguiéndose en el Foro Romano. Se puede comparar con la concepción que tenía Montesquieu acerca de la posterior corrupción de Roma, refiriéndose a la guerra civil entre Sila y los simpatizantes de Cayo Mario:

Pero, en general, los romanos sólo conocían el arte de la guerra, que era el único camino hacia el honor y las magistraturas. Por ello, las virtudes marciales permanecieron aun cuando el resto se habían perdido.

Por esta razón, sugirió al joven campesino que condujera su ambición hacia la actividad política, asesorándole en todo lo que pudo. Flaco invitó a Catón a su residencia en Roma y le ratificó su apoyo político haciendo que el joven comenzara a distinguirse por sí mismo en el Foro y convirtiéndose de ese modo en un más que considerable candidato a acceder a una magistratura.

## Principios de su carrera militar y política

### Cuestor

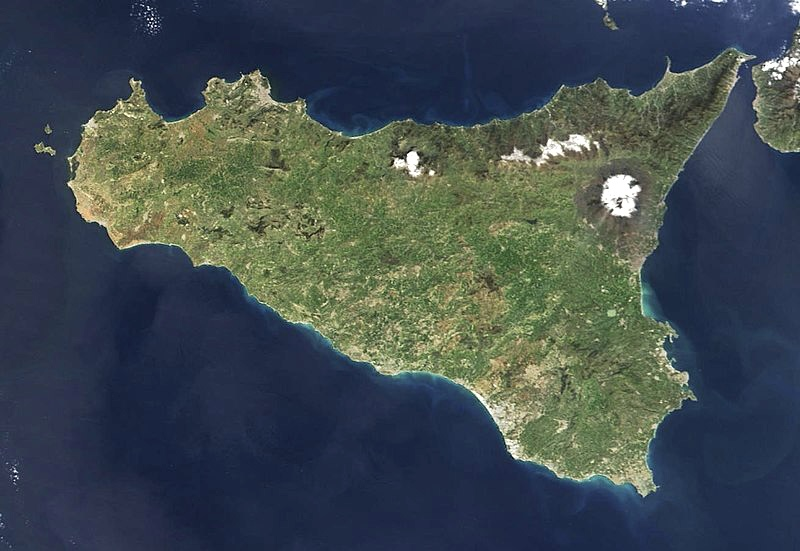
Fotografía orbital de Sicilia, provincia proconsular de Escipión el Africano bajo cuyas órdenes sirvió Catón. NASA.

En 205 a. C. Catón fue nombrado cuestor; al año siguiente comenzó a desempeñar las tareas que el puesto exigía cuando marchó junto a Escipión el Africano a Sicilia. Cuando Escipión consiguió, tras derrotar a una fuerte oposición en el Senado, que este diera consentimiento para que las tropas partieran de la isla hacia el Norte de África, Catón y Cayo Lelio fueron designados como escolta de los buques de transporte. La relación entre Catón y Escipión era totalmente carente de simpatía y no existía cooperación entre el procónsul y el cuestor, ya que cuando Escipión había solicitado al Senado que le permitiera transportar sus tropas a África para atacar al enemigo cartaginés en su propio territorio, Quinto Fabio Máximo —el antiguo general de Catón— se opuso al procónsul. Catón, cuyo nombramiento estaba destinado a vigilar el comportamiento de Escipión, aprobó los puntos de vista de su antiguo comandante.
Según Plutarco, el relajamiento de la disciplina entre las tropas de Escipión y los cuantiosos gastos en los que incurría el general provocaron la ira del austero Catón al que el general respondió alegando que contara las victorias y no el dinero:

Escipión le contestó (...) que no necesitaba un cuestor tan severo, porque de lo que había de dar cuenta a la ciudad era de sus acciones y no del dinero.

Tras la discusión, Catón dimitió de su servicio y regresó al Senado. Pronunció una queja ante la Cámara referente a los desorbitados gastos del general. Ante esta petición, secundada por Fabio Máximo, se envió una delegación para que investigara los gastos de Escipión. Sus integrantes no encontraron pruebas del derroche del general. La versión de Tito Livio discrepa sin embargo con la de Plutarco y asegura que las quejas de Catón estaban motivadas por incompatibilidades ideológicas con su comandante. Si la versión de Livio es correcta, la delegación fue enviada para tratar las quejas de los habitantes de Locri, que habrían sufrido una gran opresión bajo el mando de uno de los legados de Escipión, Quinto Pleminio. Livio no dice nada acerca de una posible injerencia de Catón en este asunto, aunque sí menciona la amargura con la que el joven cuestor se quejó a su aliado Fabio Máximo de cómo Escipión había corrompido la disciplina militar, y de su marcha ilegal desde Sicilia para tomar Locri.
El autor de la corta versión sobre la vida de Catón, cuya identidad se ha atribuido generalmente a Cornelio Nepote, afirma que Catón, tras su regreso de África, hizo un alto en Cerdeña y embarcó en su nave al poeta Quinto Ennio. Sin embargo es más probable que el primer contacto entre el poeta latino y el senador se produjera cuando este fuera pretor de Cerdeña.

### Edilidad y pretura

Cerdeña, provincia pretoria de Catón

En 199 a. C., Catón fue elegido edil curul; junto con su colega en el puesto, Cayo Helvio, restauró los Juegos Plebeyos y dio su consentimiento para que se celebrara un banquete en honor a Júpiter. Fue elegido pretor en 198 a. C. y le fue asignada como provincia la isla de Cerdeña, a la que partió al mando de una fuerza de 3000 soldados de infantería y 200 soldados de caballería. Aquí se le presentó a Catón su primera oportunidad para demostrar al mundo sus creencias sobre la obligación de aplicar una estricta moral pública. Redujo los costes de las operaciones navales, caminó a través de su provincia en compañía de un único asistente y puso de relieve el fuerte contraste entre su austero modo de vida y la suntuosidad con la que vivían los magistrados provinciales de rango ordinario. Los ritos religiosos se celebraron con un razonable ahorro, la justicia se administró con razonable imparcialidad, la usura fue perseguida con gran severidad y se desterró a los que la practicaban. Cerdeña había permanecido en calma durante largo tiempo, pero si tomamos como cierta la improbable y carente de fuentes versión del escritor Aurelio Víctor, Catón subyugó una rebelión en la isla durante su mandato.

## Consulado y gobierno en Hispania

### Lex Oppia
En el año 195 a. C., a la edad de treinta y nueve años, Catón fue elegido cónsul junto a su antiguo amigo y patrón, Lucio Valerio Flaco. Durante su consulado tuvo lugar una gran disputa legal que puso de manifiesto los arraigados ideales conservadores del cónsul. En 215 a. C., durante el apogeo de la segunda guerra púnica, un tribuno de la plebe llamado Cayo Opio había aprobado una ley, la denominada lex Oppia. Dicha ley tenía por objeto restringir a las mujeres las exhibiciones desmedidas de lujo, para lo cual instauraba una serie de prohibiciones, entre las cuales cabe citar la prohibición de llevar joyas de un valor superior a una onza de oro, la prohibición de llevar vestidos de varios colores y la prohibición de utilizar vehículos para desplazamientos cortos, de menos de una milla, a no ser que se utilizaran para acudir a un acto religioso. Con Aníbal derrotado y la economía de la República de nuevo próspera gracias a la incautación de los tesoros cartagineses, ya no había necesidad de que se siguiera aplicando la lex Oppia. En consecuencia, los tribunos Marco Fundanio y Lucio Valerio Tapón intentaron conseguir la derogación de la ley, pero se encontraron con la oposición de sus colegas Marco Junio Bruto y Publio Junio Bruto. Esta disputa legislativa generó un mayor interés que los asuntos administrativos y estatales que quedaron en un segundo plano. Las mujeres de mediana edad se plantaban en las inmediaciones del Foro e interceptaban a sus maridos, suplicándoles que restauraran sus derechos. Cada vez más decididas, las matronas rogaron a los pretores, cónsules y consulares la derogación de la ley, presionando de tal modo al Senado que Flaco empezó a dudar, pero Catón se mostró inflexible y realizó un duro discurso cuyo núcleo fue rescatado por Tito Livio. Al final, las mujeres consiguieron lo que querían. Cansados de la persistencia de las matronas romanas, los tribunos opositores retiraron su veto y la ley fue derogada por todas las tribus. Las mujeres, para celebrar su éxito, desfilaron en procesión por las calles de la capital luciendo las joyas y los vestidos más voluptuosos posibles, los cuales eran por fin legales.
Este espinoso asunto, sin embargo, no dañó en exceso la imagen pública de Catón, que se había mostrado siempre en contra de la reprobación de la ley. Una vez terminada su designación consular, Catón fue nombrado procónsul a cargo de la provincia de Hispania Citerior.

### Hispania Citerior

División provincial de Hispania en tiempos de Catón

Durante su campaña en Hispania, Catón se comportó de acuerdo a su reputación de incansable trabajador y en constante alerta. Vivió en función a sus ideales estoicos, de la forma más sobria posible y compartiendo tanto las tareas como los víveres de sus soldados rasos; siempre que le era posible, supervisaba personalmente las tareas de sus subordinados. Catón dirigía a sus tropas de forma dinámica y hábil y no se mostró nunca negligente en la dirección y elaboración de tácticas. Los movimientos del ejército de Catón estaban cuidadosamente dirigidos para ajustarse a las estrategias del resto de generales romanos acantonados en Hispania. A pesar de ser un general joven y de talento, mostraba una inusual humildad al elaborar sus estrategias en consonancia a los consejos de varios expertos. Catón sembró la cizaña entre las tribus hispanas y, aprovechándose de su debilidad, llegó incluso a utilizar a muchos de ellos como mercenarios contra los otros nativos.
Los detalles de esta campaña están recopilados por el historiador Tito Livio e ilustrados con anécdotas de Plutarco. Ambos historiadores cuentan el horror que caracterizó a las operaciones militares acaecidas durante el conflicto y la rapidez y falta de clemencia con la que Catón subyugó a los insurgentes hispanos. Se puede leer en estas obras que hubo multitudes a las que, tras despojarles de sus armas, se las ejecutó por su deshonra o se las masacró durante saqueos.

### Regreso a Roma

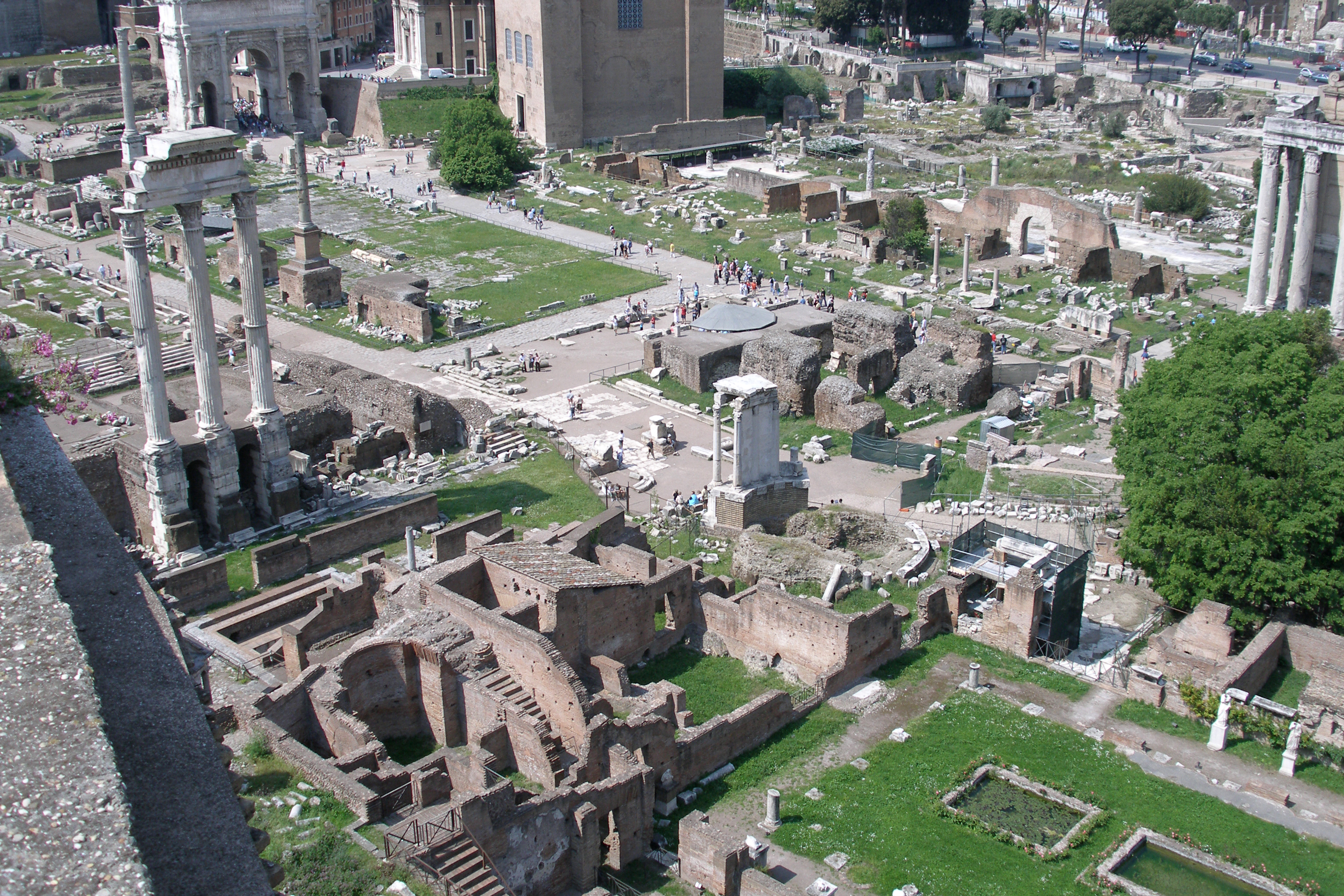
Foro Romano

Una vez que hubo reducido a los insurgentes hispanos asentados en el territorio localizado entre el Ebro y los Pirineos, Catón dirigió su atención hacia la administración de la provincia. Durante su gobierno los ingresos aumentaron, al incrementar los beneficios del Estado por la explotación de los recursos mineros situados al norte de la península ibérica. Gracias a todos estos logros, el Senado decretó tres días de agradecimiento en honor al general. A finales del año 194 a. C., Catón regresó a Roma y el Senado votó a favor de la celebración de un triunfo, en el que exhibió una extraordinaria cantidad de oro, plata y cobre. Durante la distribución del botín, Catón se mostró mucho más liberal de lo que se esperaba de él.
Parece ser que el regreso de Catón sucedió antes de lo previsto debido a que su enemigo Escipión el Africano, que era cónsul ese año, deseaba arrebatar la provincia al procónsul. Existe cierto desacuerdo entre los escritos de los historiadores Cornelio Nepote y Plutarco en ese punto: el primero afirma que Escipión no tuvo éxito en obtener la provincia mediterránea y que, debido a su enfado, rechazó dejar Roma hasta el final de su consulado. Plutarco afirma, sin embargo, que Escipión sí tuvo éxito en obtener la provincia de su rival, pero que no consiguió la reprobación de la administración provincial de su rival y que, como réplica a sus opositores, se mantuvo durante su proconsulado en Roma. Los escritos recogidos por Tito Livio afirman que Sexto Digitio fue nombrado gobernador de Hispania Citerior. Es probable que Plutarco se equivocara en ese punto debido a que ese mismo año Publio Cornelio Escipión Nasica fue nombrado gobernador de Hispania Ulterior.
Al parecer Catón intentó sin éxito demostrar a través de su elocuencia la veracidad de las cuentas financieras de la provincia con el objetivo de contrarrestar los ataques vertidos sobre su persona durante su consulado. Existen fragmentos de algunos de sus discursos que dan testimonio de la fuerza de sus argumentos.
Plutarco afirma que tras su consulado Catón acompañó a Tiberio Sempronio Longo a Tracia en calidad de legado, pero parece que hay un error, ya que en 193 a. C. se designó a Sempronio Longo como gobernador de la provincia de la Galia Cisalpina. Ese mismo año Catón financió la construcción de un pequeño templo en honor a Victoria Virgo, el cual había prometido dos años antes, por lo que parece muy improbable que sirviera como legado en Macedonia.

## Final de la carrera militar

### Batalla de las Termópilas

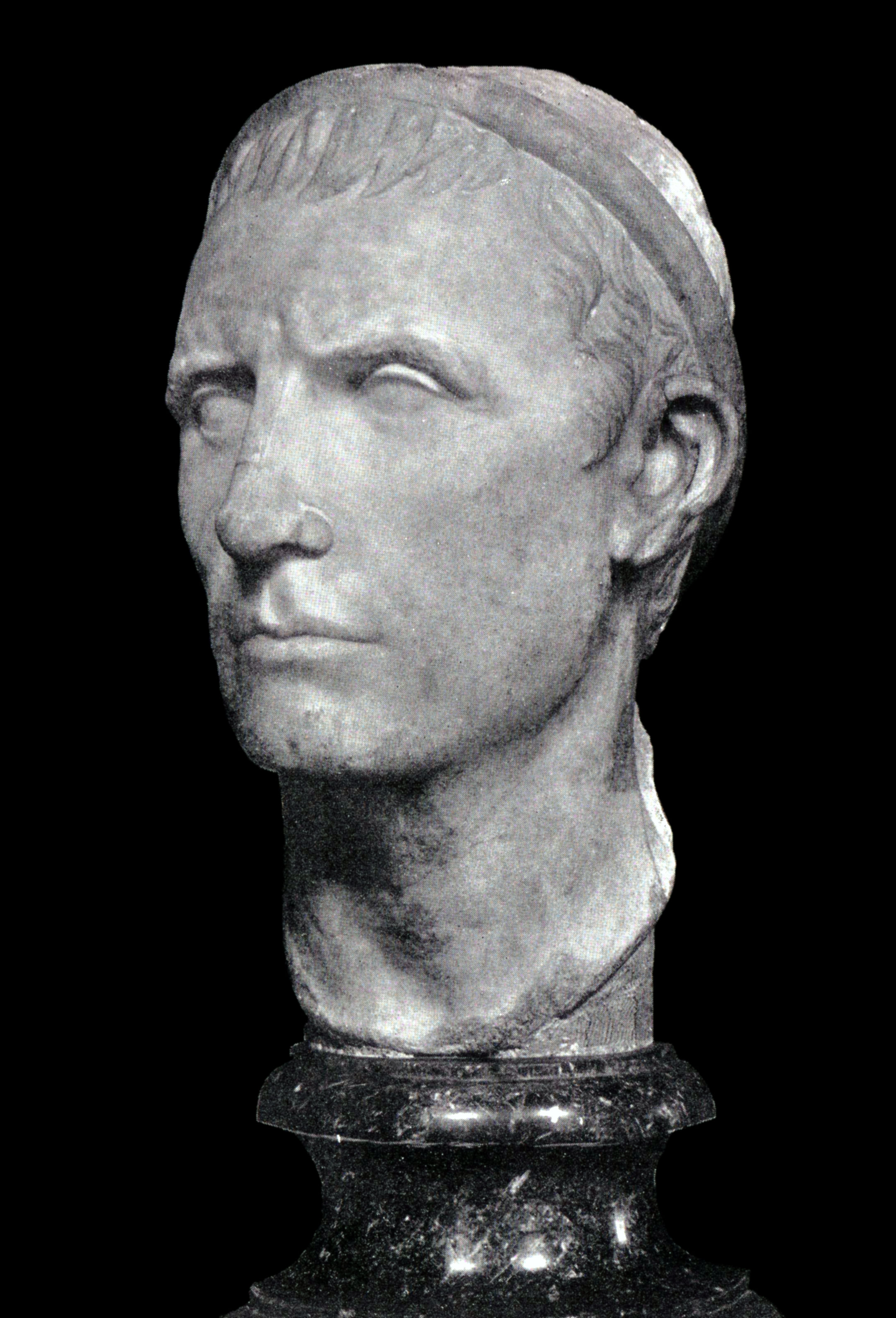
Busto de Antíoco III (Museo del Louvre)

A pesar de que Catón no era ya un hombre joven, su carrera militar no había terminado aún. En 191 a. C. fue nombrado tribuno militar del cónsul Manio Acilio Glabrión, el cual fue enviado a Grecia para oponerse al Rey del Imperio seléucida, Antíoco III Megas.
En la decisiva batalla de las Termópilas (que no debe ser confundida con la famosa batalla del mismo nombre de las guerras médicas), que marcó el comienzo de la caída de Antíoco, Catón hizo gala de su gran valor y obtuvo una gran fortuna. En una valiente incursión en territorio enemigo, el ejército romano eliminó a sus enemigos de la Liga Etolia que estaban situados en el punto más alto del monte Eta, a continuación las legiones descendieron a gran velocidad del Eta, causando gran terror en el campamento enemigo y forzando la retirada de Grecia del ejército seléucida. Tras esta peligrosa estrategia, el legado Catón fue muy considerado entre sus tropas que le atribuyeron todo el mérito de la victoria. Tras el período entre la persecución de Antíoco y la pacificación del territorio griego, Catón fue enviado a Roma por el cónsul Glabrión para que comunicara las noticias de la victoria. Catón llevó el viaje a cabo con tal rapidez que llegó a la capital antes que Lucio Cornelio Escipión Asiático que había sido enviado antes que él.

### Visita a Atenas
Según los escritos de Plutarco, durante la campaña en Grecia bajo el mando de Glabrión, tras la batalla de las Termópilas, Catón fue enviado a proteger los territorios de Corinto, Patras y Egio con el objetivo de que no se pasaran al bando de Antíoco. Fue entonces cuando Catón visitó Atenas para impedir que los atenienses escucharan las propuestas del rey seléucida y se dirigió a la población de la actual capital griega en un discurso en latín. Es bastante probable que Catón tuviera nociones básicas de griego, ya que según Plutarco, Catón estudió este idioma durante su juventud en Tarento, donde entabló gran amistad con el filósofo griego Nearco. Según Aurelio Víctor, durante la pretura de Catón en Cerdeña, este recibió clases de griego de Ennio. Independientemente de todo era conocido el desdén de Catón por el mundo helénico. Es probable sin embargo que se dirigiera a la población ateniense en latín debido a que era de obligado cumplimiento para los magistrados romanos, ya que mostraba la dignidad romana.

## Censura

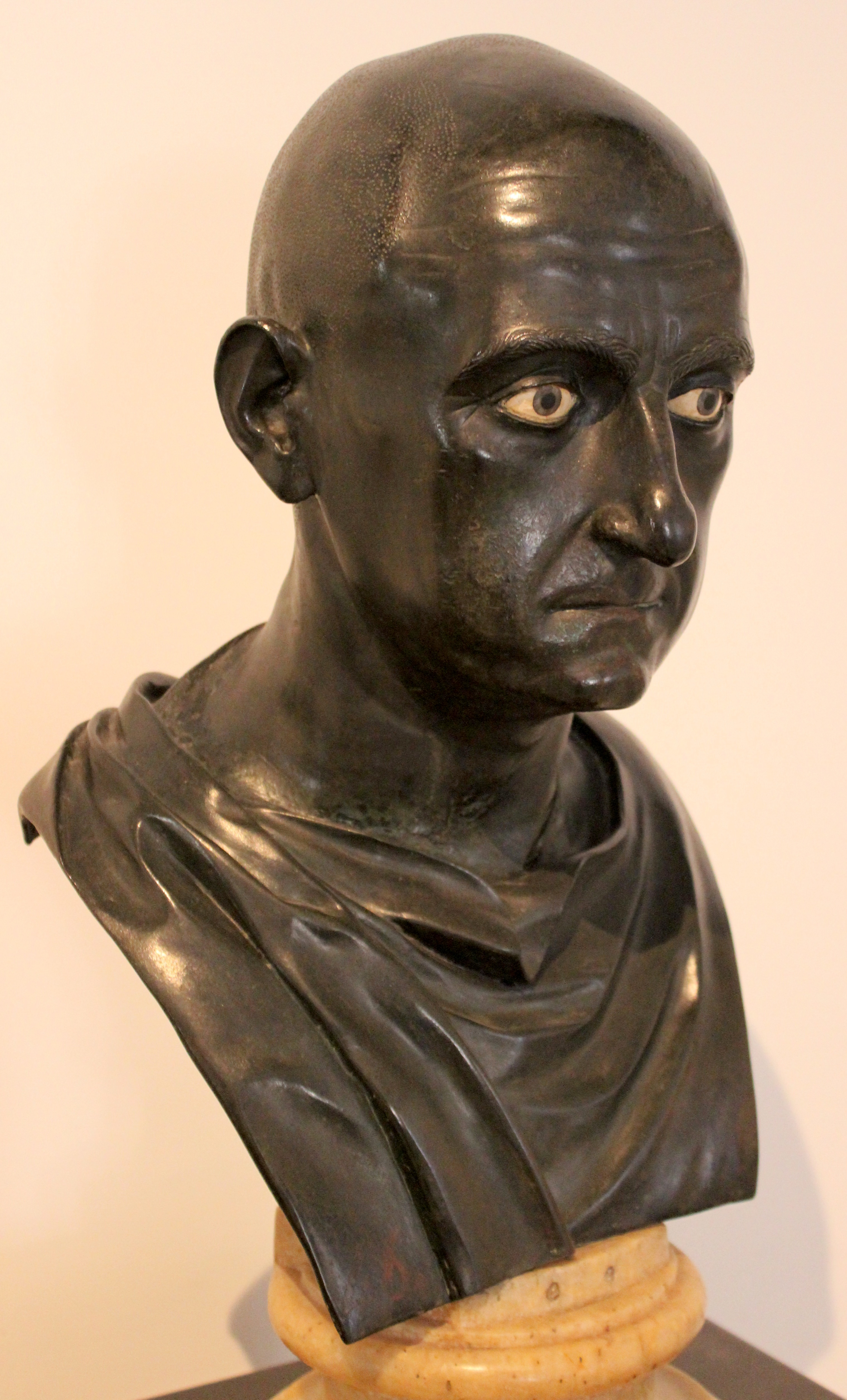
Busto de un sacerdote de Isis encontrado en las excavaciones de la Villa de los Papiros (Herculano) que se ha identificado tradicionalmente con Escipión el Africano. Museo Nacional de Nápoles.

Catón fue elegido censor en el año 184 a. C. junto a su antiguo patrón Lucio Valerio Flaco. Con una firme reputación como soldado, Catón prefirió servir al Estado en su hogar, escrutando la conducta de los candidatos a honores públicos y de los generales en el campo de batalla. Aunque no se implicara personalmente en la persecución de los Escipiones (Escipión el Africano y Lucio Cornelio Escipión Asiático) por corrupción, sí que fue su voluntad la que animó el ataque político contra ellos. Escipión fue absuelto por aclamación, tras rehusar defenderse de sus acusaciones. A pesar de ello, el escándalo de las acusaciones acabó con la vida pública del Africano, quien hubo de retirarse a su villa de Liternum. La enemistad de Catón con Escipión se remontaba a la campaña de África, cuando se enfrentó con este por su despilfarro en el reparto del botín entre las tropas y por el lujo y la extravagancia de que Escipión hacía gala.
Sin embargo, Catón tenía entre manos una tarea aún más seria, ya que se oponía a la expansión de la nueva cultura helénica que amenazaba con destruir la áspera simplicidad del modo de vida romano. Consideraba esta resistencia a la invasión cultural como su misión especial. Catón exhibía esta determinación con más firmeza en su censura, razón por la que sería apodado «el Censor», nombre por el que se le conoce hoy de forma más común. Revisó con una severidad inusitada las listas de senadores y caballeros, expulsando de su orden social a aquellos a los que consideraba que no eran merecedores del mismo, ya fuera por motivos morales o por la ambición de estos. La expulsión de Lucio Quincio Flaminino por crueldad fue un ejemplo de su rígido modo de entender la justicia.
Sus ordenanzas contra el lujo ostentoso fueron muy severas. Impuso un elevado impuesto sobre vestidos y adornos personales, especialmente en los adornos femeninos, y sobre los esclavos jóvenes comprados como favoritos. En 181 a. C. apoyó la lex Orchia (de acuerdo con otras fuentes, primero se opuso a su introducción y posteriormente a su abolición), que prescribía un límite al número de huéspedes en una hospedería, y en 169 a. C. promovió la lex Voconia, la cual entre otras cuestiones contenía una normativa que pretendía revisar la acumulación desproporcionada de riquezas en manos de una mujer.
En otro orden de cosas, reparó los acueductos, limpió las alcantarillas, previno el uso privado de las aguas públicas, ordenó la demolición de las casas que estrechaban las vías públicas y construyó la primera basílica en el Foro, cerca de la Curia. Elevó también la cantidad entregada por los publicanos por los derechos de recaudación de impuestos, y al mismo tiempo disminuyó los precios de los contratos para la construcción de obras públicas.

## Últimos años

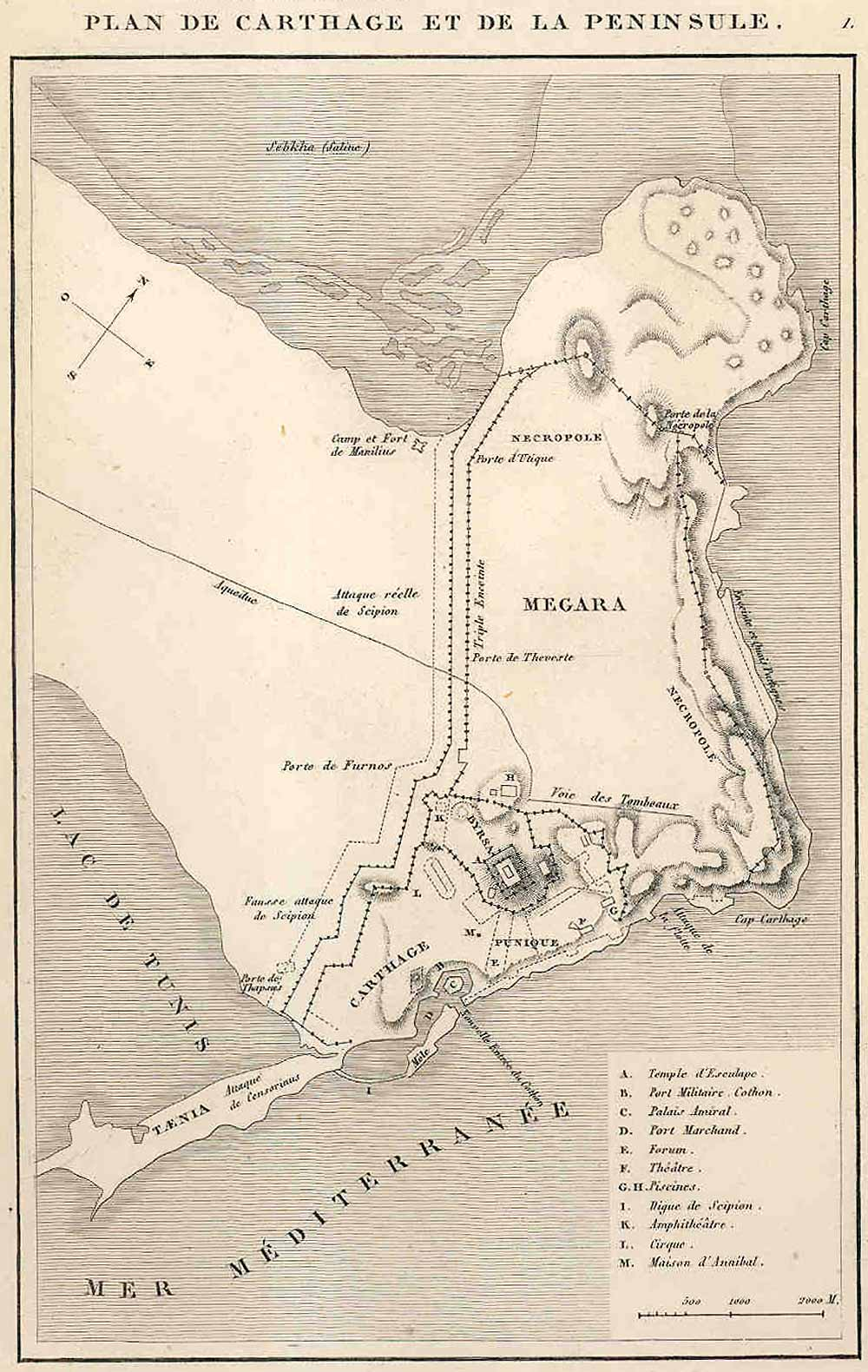
Plano de Cartago y de la península

De su periodo como censor hasta su muerte en el año 149 a. C., Catón no ocupó cargo público alguno, aunque continuó distinguiéndose en el Senado como un persistente adversario contra las nuevas ideas. Al igual que muchos otros romanos, le horrorizaba lo que los misterios báquicos tenían de licencioso y exigió la expulsión de los filósofos griegos Carnéades, Diógenes y Critolao, los cuales habían llegado como embajadores desde Atenas, a causa de la peligrosa naturaleza de sus puntos de vista.
Catón tenía terror a los médicos, los cuales eran en su gran mayoría griegos. Gestionó la liberación del historiador Polibio y sus compañeros prisioneros, preguntando despectivamente a los senadores si no tenían nada mejor que hacer que discutir sobre si unos cuantos griegos debían morir en Roma o en su tierra. No conoció la literatura griega hasta ser octogenario, aunque algunos estudiosos de sus escritos piensan que debió conocer las letras griegas durante la mayor parte de su vida.

### Carthago delenda est
Su última actividad pública fue promover en sus compatriotas la necesidad de iniciar la tercera guerra púnica y la destrucción de Cartago. En el año 157 a. C. (según otras versiones, en 153 o 152 a. C.) fue uno de los diputados enviados a Cartago para arbitrar el conflicto territorial entre los cartagineses y Masinisa, rey de Numidia. La misión fue infructuosa, y los comisionados volvieron a casa. Pero Catón volvía tan impresionado por las evidencias de la prosperidad cartaginesa que estaba convencido de que la seguridad de Roma dependía de la aniquilación de Cartago. En aquellos tiempos, durante y fuera de las sesiones, repetidamente clamaba: «Ceterum censeo Carthaginem esse delendam» (lo que significa: 'Por lo demás, opino que Cartago debe ser destruida'). Esta coletilla en todos sus discursos le hizo también muy famoso en Roma.
Para Catón, la vida privada fue una continua disciplina y la vida pública la disciplina de la mayoría. Consideraba al cabeza de familia como el germen de la familia misma y a la familia como el germen del Estado. Mediante una estricta economía del tiempo realizó una cantidad inmensa de trabajo, exigiendo la misma actitud de sus familiares, y mostrándose como un esposo duro, un padre estricto y un amo severo y cruel. Al parecer, había poca diferencia entre el interés que prestaba a su familia y a sus esclavos. Sólo su orgullo le inducía a prestar una mayor atención a sus hijos, Marco Porcio Catón Liciniano y Marco Porcio Catón Saloniano.
Nada había en el comportamiento de Catón que mereciera la censura de sus compatriotas, que le veían como un ejemplo de la forma de vida romana tradicional. En el pasaje en que Tito Livio describe el carácter de Catón no hay una sola palabra de crítica para la rígida disciplina de su casa.

## Vida doméstica
Durante toda su vida Catón mantuvo el espíritu rural que le habían inculcado sus padres desde su más tierna infancia. Contrajo matrimonio con una aristócrata de la gens Licinia. Con su primera esposa tuvo un único hijo, al que se le conoce como Marco Porcio Catón Liciniano a fin de diferenciarlo de su medio hermano. A su primer hijo, Catón le inculcó sus mismos valores tradicionales y aquel llegó a ser un hombre de gran valía, muy inteligente, brillante jurista, sagaz político y valiente soldado.
No obstante, a la muerte de su primera esposa, la innegable moralidad de Catón quedó en entredicho cuando este, a pesar de encontrarse en una edad muy avanzada, tomó una nueva esposa de entre sus esclavas con edad casadera. La elegida por el Censor fue una joven de gran belleza llamada Salonia, con la que tuvo un hijo llamado Marco Porcio Catón Saloniano. El primogénito de Catón, Catón Liciniano, despreciaba este acto y retiró a su padre la palabra.
La enemistad entre ambas ramas de la familia de Catón seguiría a la muerte del patriarca. A pesar de que en teoría la que lo tenía más fácil para hacer historia gracias a su mayor poder económico e influencia política era la rama de los Licinianos, los que más se recuerdan son los de la rama de los Salonianos gracias a su descendiente Catón el Joven.

## Escritos de Catón
Catón no es solo famoso por su importancia política y reconocimientos militares, sino que también destacó como escritor. Catón fue un historiador, el primer escritor en prosa latina de importancia, y el primer autor de una íntegra historia de Italia en latín. Algunos historiadores han argumentado que de no ser por el impacto que causaron las escrituras de Catón, el griego habría sustituido al latín como lengua literaria en Roma. Catón es uno de los pocos autores del nacimiento de la literatura latina que podían afirmar que ese idioma era su lengua materna..
- Su manual sobre cómo debe dirigir una granja (De agri cultura o Sobre la Agricultura), es la única de sus obras que ha sobrevivido en su totalidad. Se trata de una colección de libros que recopila las normas y reglas de cría y gestión de granjas, incluyendo anécdotas sobre cómo era la vida rural de los campesinos itálicos del siglo II a. C. Adoptada por muchos como un libro de texto, De Agri Cultura proporciona reglas para dirigir una granja amplia y dotada de muchos esclavos. Catón asesora a los granjeros en la adquisición de trabajadores para la recogida de aceitunas[39] y también proporciona técnicas de turnos de refresco esclavistas que evitan el extremo cansancio de algunos, lo que provocaba un descenso en la producción. Afirma en su obra que es necesario vender esclavos cuando éstos envejecen o se ponen enfermos.[40] Catón proporcionó a los granjeros interesados en su obra una serie de discursos que son citados por diversos autores latinos.[41]
- La que es probablemente la obra más importante de Catón, Orígenes, ofrece en un pequeño compendio de siete libros una visión de la antigua historia de las ciudades italianas, en especial Roma, sobre la que escribe desde su fundación hasta sus días. Aunque la obra se ha perdido, diversos fragmentos han sobrevivido gracias a antiguos autores que los han recuperado.[42]
- Durante el Imperio romano se conservaron unos 150 discursos políticos de Catón. En ellos Catón proclamaba su repulsa a la decadencia de la moral romana y ejercía venganzas verbales contra sus adversarios políticos. En la actualidad no se conocen siquiera los títulos de estos discursos, aunque se han conservado algunos fragmentos de ellos. El primero del que se puede dar una fecha concreta es una obra llamada Sobre la Elección de Ediles, escrita en 202 a. C. Existen además una serie de discursos a partir de su consulado seguida de una retrospectiva autojustificativa llamada Sobre su Consulado, que recopila numerosos discursos emitidos durante su censura. No es seguro que Catón permitiera a otros leer o copiar sus discursos mientras estaba vivo (en otras palabras «publicarlos»). También se desconoce si su circulación se produjo inmediatamente tras su muerte.[43][44]
- Sobre los Soldados es un manual militar práctico comparable a De Agri Cultura.[45]
- Sobre la Ley relativa a Sacerdotes y Augures es una obra de la cual solo se conoce un pequeño fragmento en el cual seguía ciertas secciones de De Agri Cultura. El estilo literario de Catón es prácticamente invariable en sus obras y casi todas ellas siguen una misma estructura.[46]
- Praecepta ad Filium, «Máximas dirigidas a su hijo»,[47]. obra de la cual sobrevive el siguiente extracto:

A su debido tiempo Marco, hijo mío, te explicaré lo que encontré en Atenas sobre el mundo griego y demostrar qué ventajas pueden residir en sus escritos (aunque no debemos tomarlos demasiado en serio). Son un pueblo rebelde y sin valor. Toma esto como una profecía: cuando los griegos nos cedan sus obras nuestro mundo se corromperá, al igual que si envían a sus médicos aquí. Han jurado matar a todos los bárbaros con sus medicinas y cobran recompensas por hacerlo a fin de que trabajen de forma más eficiente. Los griegos por supuesto nos consideran bárbaros además de sucios oscos. Te prohíbo ser jamás atendido por uno de ellos.

Citado por Plinio el Viejo, Naturalis Historia 29.13-14.
- Una historia de Roma con la que enseñó a su hijo a leer.
- Carmen de moribus (Poema de la moral), aparentemente en prosa, a pesar del título.[48]
- Una colección de ensayos, algunos de los cuales fueron traducidos al griego.

Las dos colecciones de proverbios que han sobrevivido hasta nuestros días y que se conocen como Dichos de Catón y Monosticha Catonis, escritas en versos hexámetros, pertenecen probablemente al siglo IV d. C. y por tanto es imposible que hayan sido escritas por el censor, a pesar de que se le han atribuido tradicionalmente.

## Cronología

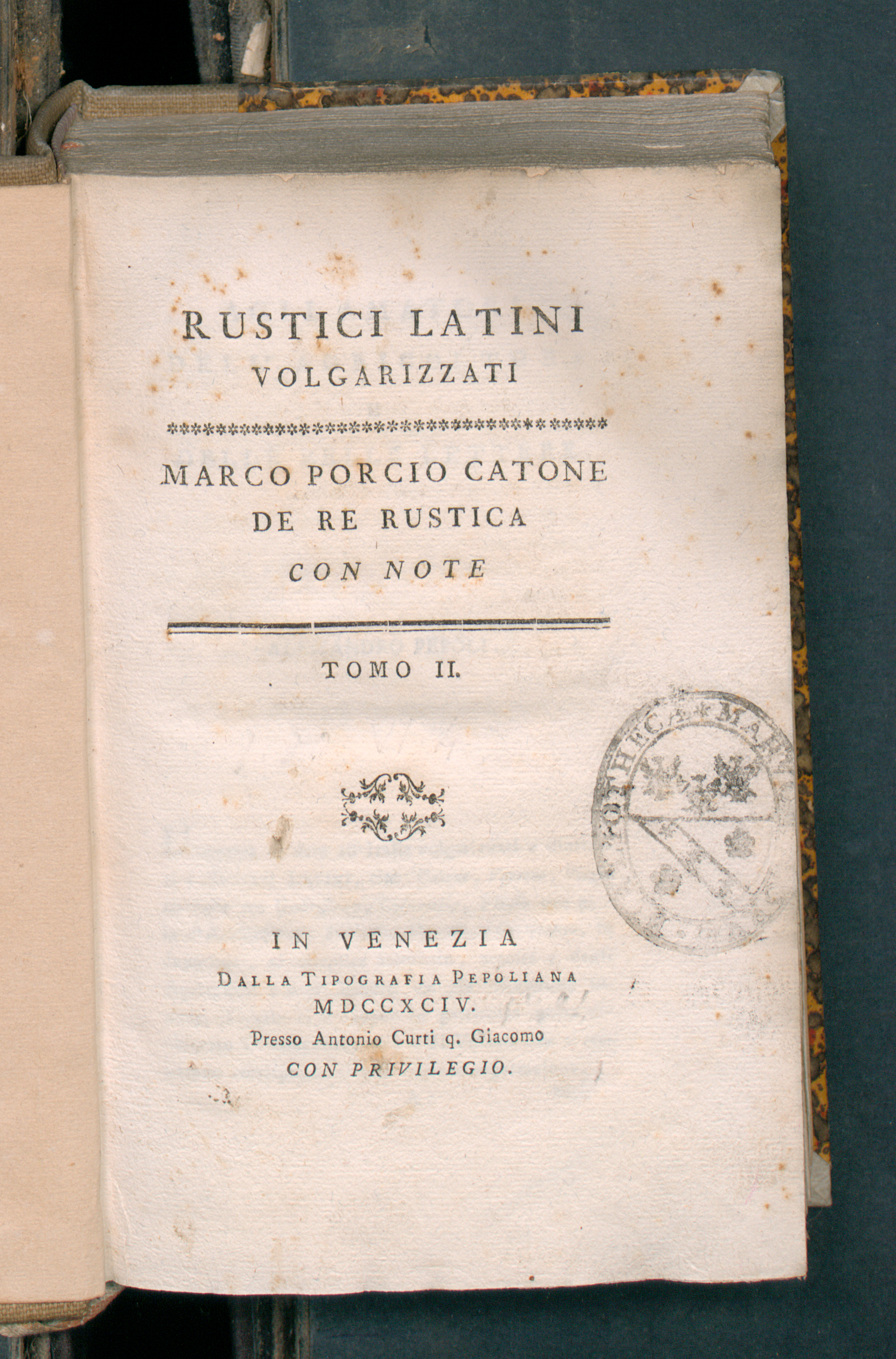
Rustici latini volgarizzati, 1794

- 234 a. C. - Nacimiento de Catón en Tusculum.
- 217 a. C. - Catón marcha a combatir contra Aníbal.
- 214 a. C. - Sirve en Capua.
- 209 a. C. - Participa en el Sitio de Tarento.
- 207 a. C. - Pasa al servicio de Cayo Claudio Nerón.
- 205 a. C. - Entra en el Senado al ser nombrado cuestor.
- 204 a. C. - Como procuestor pasa al servicio del procónsul Escipión el Africano.
- 202 a. C. - Escribe su primera obra de la que se puede dar una fecha concreta, titulada Sobre la elección de ediles.
- 199 a. C. - Es elegido edil.
- 198 a. C. - Es elegido pretor.
- 197 a. C. - Gobierna como propretor en la provincia de Cerdeña.
- 195 a. C. - Es elegido cónsul junto a Lucio Valerio Flaco. Ese mismo año se ve obligado a derogar la Lex Oppia.
- 194 a. C. - Gobierna como procónsul la provincia de Hispania Citerior. Al regresar a Roma celebra un triunfo.
- 191 a. C. - Es nombrado tribuno militar y marcha al Este en calidad de legado de Manio Acilio Glabrión.
- 184 a. C. - Es elegido censor junto a Lucio Valerio Flaco.
- 181 a. C. - Se opone a la introducción de la Lex Orchia y luego a su abolición.
- 169 a. C. - Promueve la Lex Voconia.
- 160 a. C.-150 a. C. - Dice por primera vez su frase más famosa, Ceterum censeo Carthaginem esse delendam.
- 157 a. C. - Es enviado a África a la cabeza de una delegación para arbitrar las diferencias entre Numidia y Cartago.
- 149 a. C. - Muere en Roma.